# Dlauchy Ferenc
Dlauchy Ferenc (Budapest, 1931. november 25. – Budapest, 1975. július 19.) magyar grafikus, festő, litográfus.

## Életrajza
Édesapja, dr. Dlauchy Ferenc hivatalnok kiválóan rajzolt (Hármasok c. könyv), édesanyja Fuhrmann Mária pedig a Képzőművészeti Főiskolán Lyka Károly tanítványa volt. Ő maga a középiskolát 1942-től a budapesti piarista gimnáziumban végezte, amelyet 1948-tól, az államosítás miatt Ady Endre Gimnáziumnak hívtak. Már gimnazista korában festményekkel szerepelt az intézet kézügyességi kiállításain, és karikatúrákat rajzolt az osztály Falikatúra című faliújságjára, amelynek szövegeit osztálytársa, Gyurkovics Tibor írta és szerkesztette.
Az 1950-ben letett érettségi után, a szülői indíttatásnak és Barcsay Jenő rábeszélésének köszönhetően a Képzőművészeti Főiskolára jelentkezett, többször is, de politikai okok miatt nem vették fel. Ezért grafikai tanulmányait magánúton végezte. Egész munkásságára rányomta bélyegét, hogy a rendszer a nem támogatott kategóriába sorolja („TTT” tűrt, támogatott, tiltott” kategóriába).
1952-ben az Offset Nyomda és Játékkártyagyárban nyomdász, közben litográfus végzettséget szerzett.
1954-1961 közt Pannónia Filmstúdió rajzfilmrajzoló grafikusa, a nagy csapat tagja volt Dargay Attila, Foky Ottó, Macskássy Gyula, Nepp József és Jankovics Marcell.
1963-1967 között az Offset nyomda litográfusa és másodállásban képzőművészeti tanársegéd volt, grafikát tanított. Egy tucat gyermekkifestőt talált ki. Több művészeti tanulmányúton járt barátainál Németországban, Ausztriában, Franciaországban, Olaszországban, Svájcban, Csehszlovákiában, Jugoszláviában, akkor nem volt egyszerű utazni.
Reklám-marketing végzettséget is szerzett. A munka mellett rendszeresen próbálta műveit bemutatni. 1968 és 1975 közt a Beton és Vasbetonipari Művek (BVM) vállalat reklámgrafikusaként dolgozott. Sok díjazott munkája volt, több nagyvállalat számára installációt tervezett, reklámgrafikákat és plakátokat készített. Több újságban karikaturista, vicckészítő és könyvillusztrátor. Viccei megtalálhatók az Élet és Irodalom című hetilap, Építőelem újság, Ludas Matyi hetilap, A Jövő mérnöke c. lap, Építők lapja, Műegyetemi lap, Typográfia, Húsipari Híradó stb. lapok hasábjain.

## Önálló és kollektív kiállításai
- 1962 Stúdió kiállítás – (Foky Ottóval és Zombory Évával közös)
- 1968 Egyetemi színpad
- 1968 Építők műszaki klubja, önálló
- 1969 BME E-klub „Stílus próbák”
- 1969 New York – (Dlauchy Ferenc és Balázs József közös)
- 1972 FMK – Fiatal Művészek klubja kollektív Dlauchy Ferenc és Szemadám György közös
- 1972 FMK – Fiatal Művészek klubja, egyéni
- 1973 BME – Műszaki Egyetem E-klub (Csorba Simon és Krupa Klárával közös)
- 1974 Újpesti Derkovics művelődési ház („Kép üveg, grafika” Debreceni Kingával és Rácz Lajossal közös)
- 1974 BVM önálló kiállítás „Groteszkek”
- 1975-79 BME E-Klub – Váratlan halála után emlékkiállítását Szemadám György szervezi

## Rajzfilmek
- Két bors ökröcske (1955)
- Két kicsi kecske
- Szent Galleni kaland
- A török és a tehenek (1957)
- A telhetetlen méhecske (1958)
- Ne hagyd magad, emberke! (1959)

## Mesekönyvek és kifestők
- Mese a télapóról
- Tavaszi kifestő
- Hímes tojás kifestő
- A mókus és a szarka
- Csóri, Makkos, Hosszúláb
- Das Eichörchen und die Elster
- Nagykörút kivágós játék
- Mese kvartett

## Művei közgyűjteményekben
- Esztergomi múzeum
- New York képtár
- Miskolci Galéria